# Collasuyu

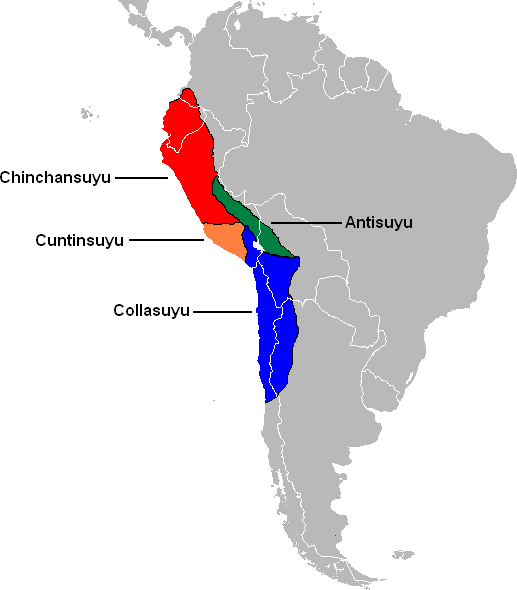
Collasuyu

Wiphala van Collasuyu

Collasuyu (ook wel Qullasuyu of Qulla Suyu) was de zuidoostelijke provincie van het Incarijk. Tegenwoordig ligt dit gebied verspreid over Noord-Chili, Argentinië, Peru en Bolivia.
Het gebied is vernoemd naar de Qulla's, een Puquina-stam die de grootste federatie vormde binnen de provincie. In totaal waren er zo'n zestien federaties, waarvan de meesten Aymara spraken. In de 16e eeuw, onder het bewind van de Sapa Inca Wayna Qhapaq, werd Collasuyu bij het Incarijk gevoegd. Het dichtbevolkte Collasuyu was rijk aan zilver. Het noordelijke deel van de provincie werd bestuurd vanuit de steden Hatunqolla en Copacabana, terwijl Paría het administratieve centrum van het zuidelijke deel was.
In de 18e eeuw brak in het zuiden van Collasuyu een opstand uit onder Tomás Katari, terwijl in het noorden leiders als Túpac Amaru II en Túpac Katari tegen de Spaanse overheersing rebelleerden.
In de wiphala-vlag wordt Collasuyu vertegenwoordigd door de witte kleur.